# Szemiot
Szemiot – polskie nazwisko.

## Osoby noszące nazwisko
- Aleksander Szemiot (ur. 1919) – podpułkownik Wojska Polskiego;
- Karol Szemiot (1872–?) – pułkownik Wojska Polskiego;
- Konstanty Łukasz Szemiot (zm. 1689) – sędzia ziemski żmudzki;
- Mikołaj Kazimierz Szemiot (zm. po 1674) – szlachcic polsko-litewski;
- Wacław Malcherowicz Szemiot (zm. 1599) – kasztelan smoleński i połaniecki, podkomorzy żmudzki;

## Podobne nazwy
- Antoni Szemet (1869–1940) – generał brygady Wojska Polskiego.